# Potzner Ferenc
Potzner Ferenc, (Pécs, 1956. január 17. –) Ybl-díjas építész és művészettörténész, a KÖZTI Zrt. vezető tervezője. Legfontosabb művei között említhető a budai Sándor-palota helyreállítása, a veszprémi Szent Mihály székesegyház külső helyreállítása, valamint a Várkert Bazár és a Zeneakadémia rekonstrukciója és a budai várnegyed hosszú távú fejlesztési tervének elkészítése.

## Életpályája
1980-ban diplomadíjjal végezte el a Budapesti Műszaki Egyetem Építészmérnöki Karát. 1983-1988 között művészettörténeti tanulmányokat folytatott az Eötvös Loránd Tudományegyetem Bölcsészettudományi Karán; diplomáját 1996-ban szerezte meg. 1988-1990 között a MÉSZ Építész Mesteriskola X. ciklusának résztvevője.1997-től az ELTE Művészettörténet szakának PHD-képzésében vett részt, amelyet 2000-ben abszolutóriummal zárt le.
1980-1983 között a MÉLYÉPTERV Szerkezeti Osztályán dolgozott, majd 1986-ig a STÚDIÓ „R” Budapest Fővárosi VI. kerületi IKV Tömbrehabilitációs Tervező Iroda munkatársaként. 1986-tól a KÖZTI munkatársa.
A Magyar Építőművészek Szövetsége, a Magyar Építész Kamara, valamint a Magyar Régészeti és Művészettörténeti Társulat tagja.

## Díjai, elismerései
- 1980. Diplomadíj
- 2002. A Magyar Köztársasági Érdemrend Lovagkeresztje
- 2002. Budapesti Építészeti Nívódíj
- 2014. Ybl-díj

## Fontosabb tervei és megépült művei
- 1988-1991. Szépművészeti Múzeum, Budapest. A rekonstrukció I. üteme
- 1991-1992. Falusi Iskola, Vecsés (Laczkovics Lászlóval)
- 1994-1995. Fővárosi Csatornázási Művek Szociális és Irodaépület, Budapest, Asztalos Sándor u. 4. (Laczkovics Lászlóval és Hendel Judittal)
- 1994-1998. ELTE Növénytani Tanszék rekonstrukció, Budapest, Múzeum krt. 4. (Laczkovics Lászlóval)
- 1996. Budapest–Káposztásmegyeri Református templom és misszióház pályázat nyertese (épül)
- 1998. A Várbazár lépcsőpavilonjának rekonstrukciója, Budapest, Ybl Miklós tér (építési engedélyezési és kiviteli terv)
- 1997. A Hunyadi téri Vásárcsarnok rekonstrukciója, Budapest (tanulmányterv)
- 1998. A Hunyadi téri Vásárcsarnok külső rekonstrukciója (építési engedélyezési terv)
- 1999-2001. David House – Andrássy Palota rekonstrukciója, Budapest, Andrássy út 59. (Tasch Péterrel)
- 2000-2001. A Hunyadi téri Vásárcsarnok külső rekonstrukciója (kiviteli terv)
- 2000-2001. A Sándor-palota teljes rekonstrukciója (Magyari Évával, Pazár Bélával)
- 2000-2002. A Deák téri evangélikus templom külső rekonstrukciója és fűtésrekonstrukciója, Budapest
- 2003. A Zeneakadémia épületének teljes rekonstrukciója, a meghívásos építészeti tervpályázat I. díja és a tervezési munka elnyerése (Magyari Évával, Pazár Bélával)
- 2003-2005. Veszprém, Szent Mihály székesegyház külső helyreállítása
- 2005. A Sándor-palota történetét bemutató állandó kiállítás, Köztársasági Elnöki Hivatal, a Sándor-palota nyugati szárnya (Magyari Évával, Pazár Bélával)
- 2006. MTA Kongresszusi terem és környezete (Régi Országgyűlés Alsó Tábla Terme)
- 2006. Fejér Megyei Levéltár, Székesfehérvár, Szent István tér 2-3. (két műemléki épület bevonásával; építési engedélyezési és kiviteli terv)
- 2008. A Zeneakadémia épületének teljes rekonstrukciója, Budapest, Liszt Ferenc tér 8. (építési engedélyezési és kiviteli terv, Magyari Évával és Pazár Bélával)
- 2008. Az Ybl Miklós tér és a Budavári palota közötti gyalogos útvonal visszaállítása. Budapest, Ybl Miklós tér (építési engedélyezési terv)
- 2009. Budavári erődrendszer, az Északi Kortinafal kilátóteraszának felújítási munkái (építési engedélyezési és kiviteli terv)
- 2010. A Budai várnegyed és Várlejtők fejlesztési koncepciója (tanulmányterv)
- 2011. A budavári királyi kertek revitalizációs tanulmányterve
- 2012. A Budai Várnegyed hosszú távú (25 évre szóló) fejlesztéséről stratégiai terv készítése (tanulmányterv)
- 2012. A Várkert Bazár rekonstrukciója és kapcsolódó közösségi közlekedésfejlesztés keretében komplex tervezési feladatok ellátása (Pottyondy Péterrel; építési engedélyezési terv, tender terv)

## Kiállítások

### Részvétel kiállításokon
- 1990. Architektonikus gondolkodás ma. A Soros Alapítvány kiállítása, Műcsarnok
- 2002. Az Oktogon építészeti kiállítása, Műcsarnok
- 2002. Építészeti kiállítás, Budavári Palota, Kupolacsarnok
- 2010. El – Way építészeti kiállítás, Pécs

### Kiállítások rendezése
- 2006. január–február. Építészet és Ornamentika – Medgyaszay István. Ernst Múzeum, Budapest
- 2006. szeptember–november. Medgyaszay-emlékkiállítás. Halis István Városi Könyvtár, Nagykanizsa
- 2008. október–november. SZÁZADUNK – A Budai Vár XX. századi története. Várnegyed Galéria, Budapest
- 2008. november–december. Medgyaszay István, a Veszprémi Petőfi Színház építője. Petőfi Színház, Veszprém

## Saját publikációk
- Potzner Ferenc: A dombóvári tűzoltó laktanya (építészeti kritika). Magyar Építőművészet 1992
- Potzner Ferenc: Adalékok Medgyaszay István életművéhez. Szakdolgozat, ELTE BTK Művészettörténet. 1996
- Potzner Ferenc: Tudományos dokumentáció a Budapest, I. Fő utca 41. sz. épületről (volt ferences kolostor) 1999
- Potzner Ferenc: A Sándor-palota újraszületése. Műemlékvédelem 46. évf. 6. szám 2002
- Potzner Ferenc: A Sándor Palota képben és írásban. Akadémia Kiadó, Budapest, 2003 (mint szerzőtárs)
- Potzner Ferenc: Tudományos dokumentáció, Veszprém, Szent Mihály Székesegyház (Tóth Sándor művészettörténésszel)
- Medgyaszay István; vál., összeáll. Potzner Ferenc; Holnap, Bp., 2004 (Az építészet mesterei)
- Potzner Ferenc: Építészet és Ornamentika – az Ernst Múzeum kiadványa. 2006 (leporelló-plakát)
- Potzner Ferenc: Medgyaszay István életműve – 100 éves a Veszprémi Petőfi Színház. 2008
- Potzner Ferenc: Emlékezés Medgyaszay Istvánra (50 éve halt meg). A Különc. Credó Evangélikus folyóirat, 2009
- Potzner Ferenc: A veszprémi székesegyház helyreállítási terve – Aigner Sándor tervei 1906-1908. In: Aedes jubilat. Tanulmányok a veszprémi székesegyház 1910. évi újraszentelésének tiszteletére (A veszprémi egyházmegye múltjából 23. kötet)

## Képgaléria

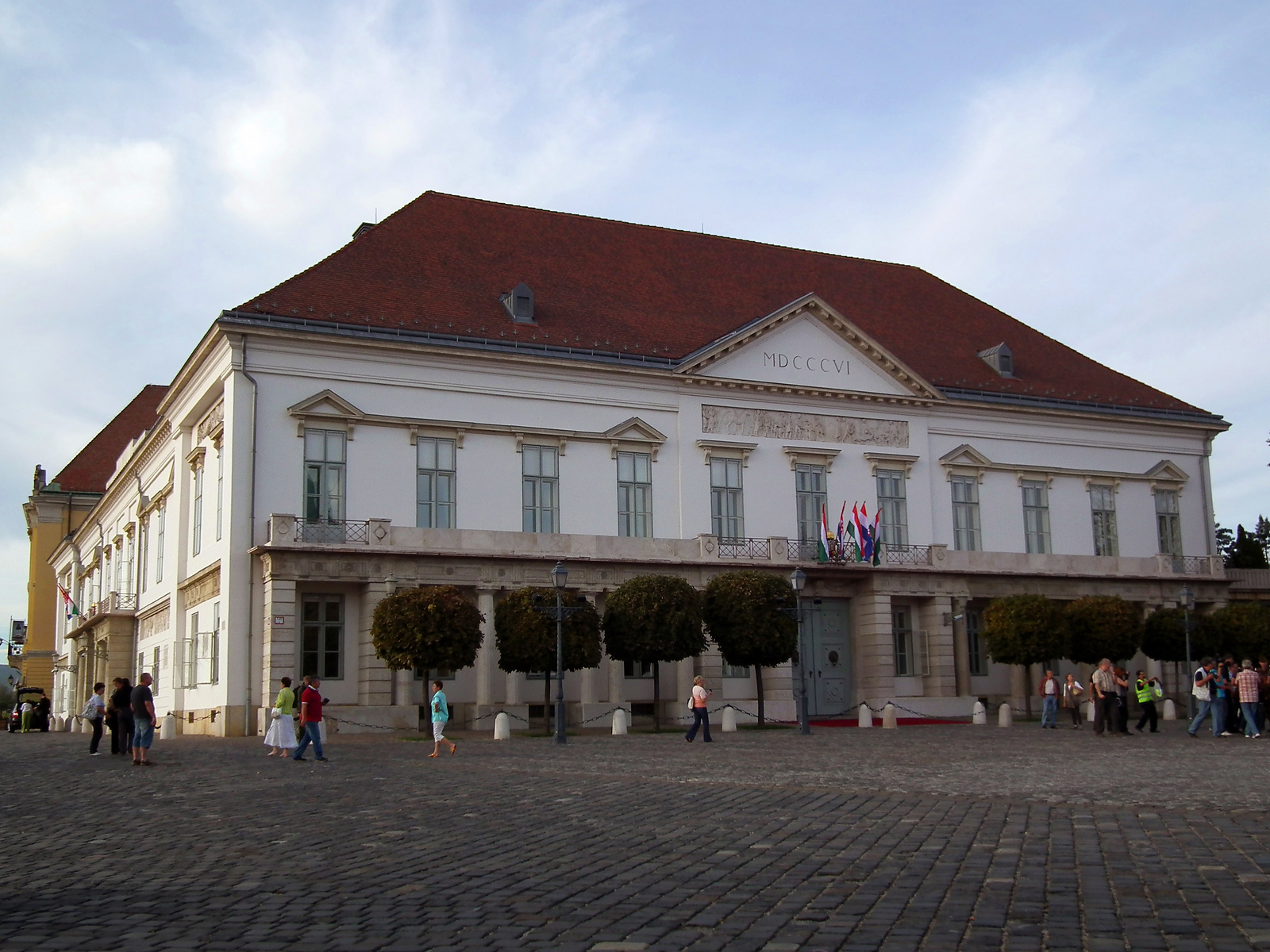
A helyreállított budai Sándor-palota
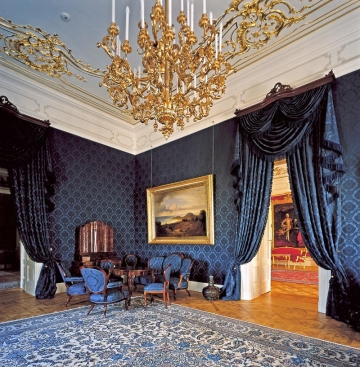
A Sándor-palota egyik rekonstruált terme
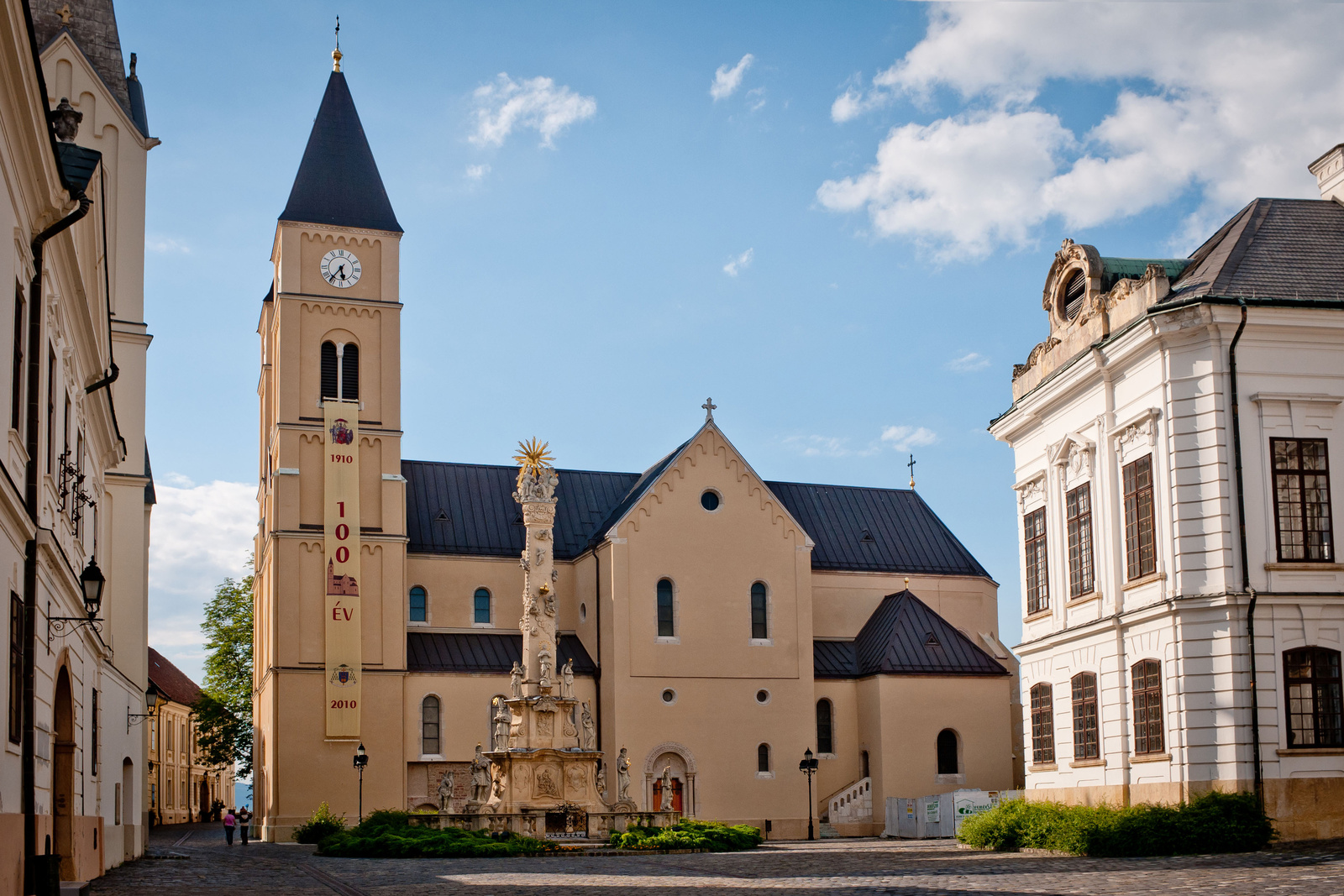
A felújított veszprémi székesegyház